# Ladislav Kozák (fotbalista)
Ladislav Kozák [ladislau kozák] (* 11. prosince 1933) je bývalý slovenský fotbalový útočník.

## Hráčská kariéra
V československé lize hrál za Spartak VSS Košice. Nastoupil v 6 ligových utkáních a dal jeden prvoligový gól.

### Prvoligová bilance
| Ročník         | Zápasy | Góly | Minuty | Klub               |
| -------------- | ------ | ---- | ------ | ------------------ |
| I. liga 1956   | 6      | 1    | 540    | Spartak VSS Košice |
| CELKEM I. LIGA | 6      | 1    | 540    |                    |